# Barycz (Kraków)

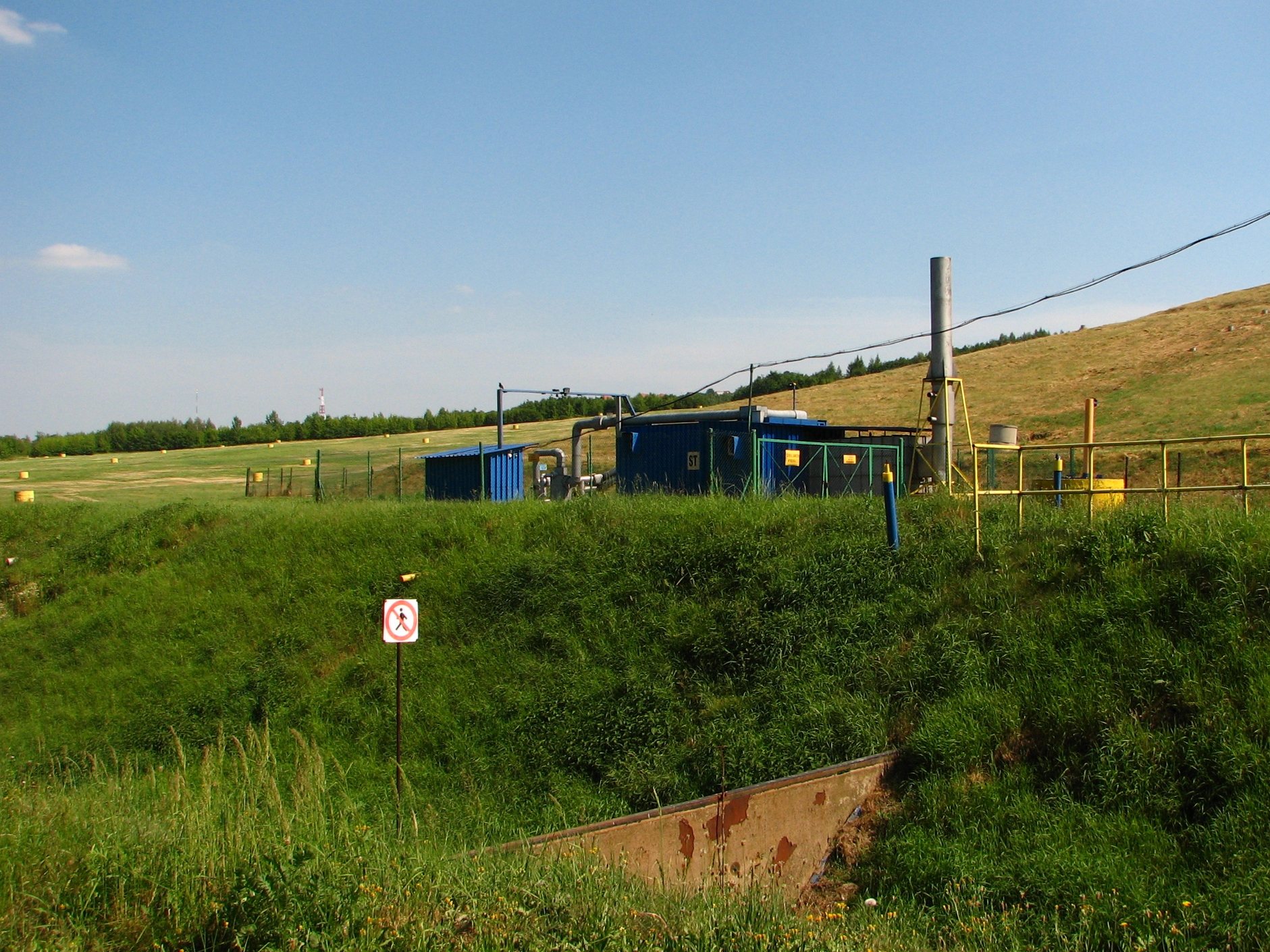
Teren składowiska odpadów komunalnych w Baryczy (2008)

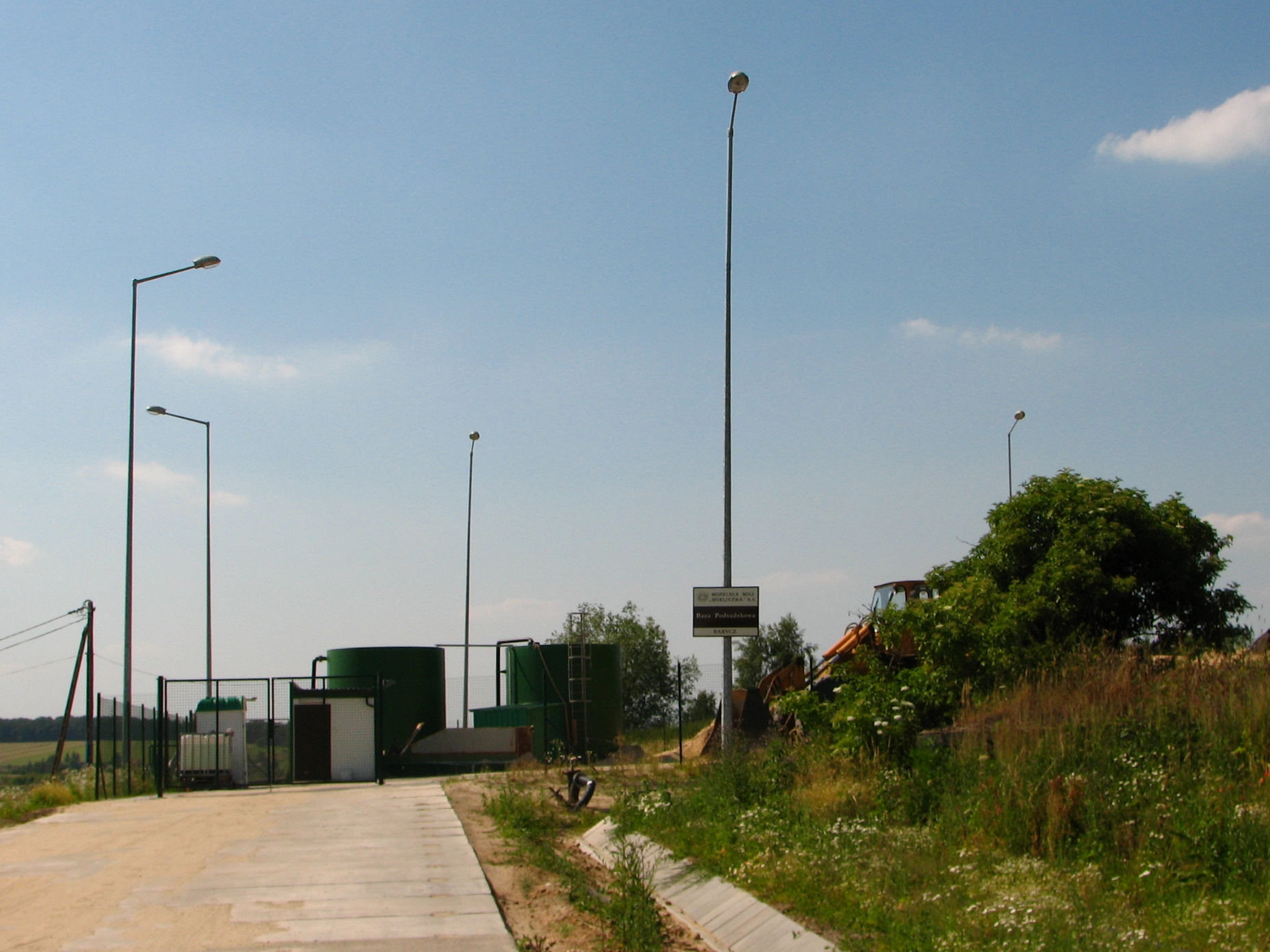
Baza podsadzkowa kopalni soli Wieliczka w Baryczy (2008)

Barycz – obszar Krakowa wchodzący w skład Dzielnicy X Swoszowice.
Barycz to dawna wieś, którą w pierwszej połowie XIX wieku włączono do Kosocic.
Na terenie zapadlisk po eksploatacji soli, którą prowadziła kopalnia soli Wieliczka utworzono w 1974 roku składowisko odpadów komunalnych (wysypisko śmieci) dla Krakowa i Wieliczki.